# Козьминское
Козьминское — село в Свердловском районе Орловской области. Входит в состав Кошелёвского сельского поселения. Население — 295 чел. (2010).

## География
Село расположено на берегу реки Рыбница.
Уличная сеть представлена пятью объектами: Почтовая улица, Лесная улица, Заречная улица, Луговая улица и Молодёжная улица.
Географическое положение: в 13 километрах от районного центра — посёлка городского типа Змиёвка, в 36 километрах от областного центра — города Орёл и в 358 километрах от столицы — Москвы.

## Население
| 2002 | 2010 |
| ---- | ---- |
| 282  | ↗295 |

## Известные уроженцы
Драконов Василий Иванович (1935—2012) — советский и российский актёр театра, чтец. Актёр Республиканского русского драматического театра Марийской АССР (с 1973), чтец-разговорник Марийской государственной филармонии имени Я. Эшпая (1980―2002). Народный артист Республики Марий Эл (1999). Заслуженный артист Марийской АССР (1988).